# Liste der Baudenkmale in Wolfsburg-Hattorf-Heiligendorf
In der Liste der Baudenkmale in Wolfsburg-Hattorf-Heiligendorf sind alle Baudenkmale der niedersächsischen Ortschaft Wolfsburg-Hattorf-Heiligendorf aufgelistet. Die Quelle der Baudenkmale ist der Denkmalatlas Niedersachsen. Der Stand der Liste ist der 26. März 2021.

## Allgemein
In den Spalten befinden sich folgende Informationen:
- Lage: die Adresse des Baudenkmales und die geographischen Koordinaten. Kartenansicht, um Koordinaten zu setzen. In der Kartenansicht sind Baudenkmale ohne Koordinaten mit einem roten Marker dargestellt und können in der Karte gesetzt werden. Baudenkmale ohne Bild sind mit einem blauen Marker gekennzeichnet, Baudenkmale mit Bild mit einem grünen Marker.
- Bezeichnung: Bezeichnung des Baudenkmales
- Beschreibung: die Beschreibung des Baudenkmales. Unter § 3 Abs. 2 NDSchG werden Einzeldenkmale und unter § 3 Abs. 3 NDSchG Gruppen baulicher Anlagen und deren Bestandteile ausgewiesen.
- ID: die Objekt-ID des Baudenkmales
- Bild: ein Bild des Baudenkmales, ggf. zusätzlich mit einem Link zu weiteren Fotos des Baudenkmals im Medienarchiv Wikimedia Commons. Wenn man auf das Kamerasymbol klickt, können Fotos zu Baudenkmalen aus dieser Liste hochgeladen werden:

## Hattorf

### Gruppe baulicher Anlagen
| Lage                                            | Bezeichnung                | Beschreibung                                                                                              | ID       | Bild |
| ----------------------------------------------- | -------------------------- | --- | -------- | ---- |
| 52° 21′ 31″ N, 10° 44′ 42″ O                    | Kirchhof Hattorf           | Ortsbildprägender historischer Ortskern mit Kirche, Pfarrhof und umgebender Bebauung.                     | 34201176 | BW   |
| Sackstraße 10 52° 21′ 29″ N, 10° 44′ 52″ O      | Hofanlage                  | Große offene Anlage mit Wohnhaus, Stall und Scheune, erbaut um 1870. Zeugnis des historischen Ortsbildes. | 34201207 | BW   |
| Bruderstieg 2/4 52° 21′ 30″ N, 10° 44′ 55″ O    | Hofanlage                  | Baudenkmal Gruppe                                                                                         | 34201223 | BW   |
| Krugstraße 7 52° 21′ 35″ N, 10° 44′ 58″ O       | Hofanlage                  | Regional typische Hofanlage mit Wohn- und Wirtschaftsgebäuden der zweiten Hälfte des 19. Jh.              | 34201238 | BW   |
| 52° 21′ 24″ N, 10° 44′ 39″ O                    | Ehem. Schloßgarten Hattorf | Reste des sog. Großen Gartens mit Gräften und Brücke, wohl 1. Hälfte 18. Jh.                              | 34201253 | BW   |
| Krugstraße 18-26 52° 21′ 36″ N, 10° 44′ 48″ O   |                            | Gruppe von Wohn-/Wirtschaftsgebäuden des beginnenden 18. Jh., zum Teil mit Nebengebäuden.                 | 34201268 | BW   |
| Kirchbergstraße 10 52° 21′ 31″ N, 10° 44′ 37″ O | Hofanlage                  | Baudenkmal Gruppe                                                                                         | 34201812 | BW   |

### Einzeldenkmale
| Lage                                            | Bezeichnung               | Beschreibung | ID       | Bild           |
| ----------------------------------------------- | ------------------------- | --- | -------- | -------------- |
| Bruderstieg 2 / 4 52° 21′ 30″ N, 10° 44′ 55″ O  | Wohnhaus                  | | 34255998 | BW             |
| Bruderstieg 2 / 4 52° 21′ 30″ N, 10° 44′ 55″ O  | Stall                     | | 34256023 | BW             |
| Bruderstieg 2 / 4 52° 21′ 31″ N, 10° 44′ 56″ O  | Scheune                   | | 34256049 | BW             |
| Buchenberg 1 52° 21′ 36″ N, 10° 44′ 44″ O       | Wohn-/Wirtschaftsgebäude  | | 34256075 | BW             |
| Bäckerstraße 4 52° 21′ 29″ N, 10° 44′ 49″ O     | Wohn-/Wirtschaftsgebäude  | | 34255950 | BW             |
| Bäckerstraße 7 52° 21′ 28″ N, 10° 44′ 53″ O     | Wohn-/Wirtschaftsgebäude  | Vierständer-Hallenhaus, Dielentor zugemauert, erbaut um 1800.                                                         | 34255974 | BW             |
| Junkerhof 52° 21′ 27″ N, 10° 44′ 39″ O          | Ehem. Schlossgartenbrücke | Brücke zum ehemaligen Schlossgarten. Flache Bogenbrücke in Sandsteinquadermauerwerk. Erbaut erste Hälfte 18. Jh.      | 34256129 | BW             |
| Kirchbergstraße 52° 21′ 31″ N, 10° 44′ 39″ O    | St.-Nicolai-Kirche        | auf nach Süden und Westen steil abfallenden, baumbestandenen Hügel gelegen. Erbaut Ende 15. Jh.                       | 34256154 | Weitere Bilder |
| Kirchbergstraße 1 52° 21′ 31″ N, 10° 44′ 41″ O  | Pfarrhaus                 | Zweigeschossiger Fachwerkbau. Erbaut Mitte 19. Jh.                                                                    | 34256180 | BW             |
| Kirchbergstraße 1 52° 21′ 31″ N, 10° 44′ 42″ O  | Stall                     | Eingeschossiger Fachwerkbau, erbaut Mitte des 19. Jh.                                                                 | 34256206 | BW             |
| Kirchbergstraße 1 52° 21′ 31″ N, 10° 44′ 43″ O  | Scheune                   | Fachwerk, erbaut Mitte 19. Jh.                                                                                        | 34256232 | BW             |
| Kirchbergstraße 3 52° 21′ 31″ N, 10° 44′ 40″ O  | Wohnhaus                  | | 34256361 | BW             |
| Kirchbergstraße 10 52° 21′ 32″ N, 10° 44′ 37″ O | Wohnhaus                  | | 34256258 | BW             |
| Kirchbergstraße 10 52° 21′ 31″ N, 10° 44′ 38″ O | Stall                     | | 34256283 | BW             |
| Kirchbergstraße 10 52° 21′ 32″ N, 10° 44′ 36″ O | Stall                     | | 34256309 | BW             |
| Kirchbergstraße 10 52° 21′ 31″ N, 10° 44′ 37″ O | Scheune                   | | 34256335 | BW             |
| Krugstraße 52° 21′ 35″ N, 10° 44′ 49″ O         | Wirtschaftsgebäude        | | 34256510 | BW             |
| Krugstraße 7 52° 21′ 35″ N, 10° 44′ 58″ O       | Wohn-/Wirtschaftsgebäude  | | 34256384 | BW             |
| Krugstraße 7 52° 21′ 36″ N, 10° 44′ 58″ O       | Scheune                   | Fachwerkbau, mittige Quereinfahrt, erbaut um 1870.                                                                    | 34256409 | BW             |
| Krugstraße 18 52° 21′ 36″ N, 10° 44′ 51″ O      | Wohn-/Wirtschaftsgebäude  | | 34256460 | BW             |
| Krugstraße 20/20a 52° 21′ 36″ N, 10° 44′ 50″ O  | Wohn-/Wirtschaftsgebäude  | Zweiständerbau, erbaut wohl 1. Hälfte 18. Jh., Wirtschaftstrakt zum Teil massiv erneuert.                             | 34256485 | BW             |
| Krugstraße 21 52° 21′ 34″ N, 10° 44′ 52″ O      | Gaststätte                | | 34256535 | BW             |
| Krugstraße 22 52° 21′ 36″ N, 10° 44′ 48″ O      | Wohn-/Wirtschaftsgebäude  | Zweigeschossiger Fachwerkbau, wohl ursprünglich Querdielenhaus, heute im Wirtschaftsteil Ladeneinbau, erbaut um 1890. | 34256560 | BW             |
| Krugstraße 22 52° 21′ 36″ N, 10° 44′ 48″ O      | Scheune                   | Fachwerkbau, erbaut Mitte 19. Jh.                                                                                     | 34256608 | BW             |
| Krugstraße 24/24a 52° 21′ 36″ N, 10° 44′ 47″ O  | Wohn-/Wirtschaftsgebäude  | | 34256583 | BW             |
| Krugstraße 24/24a 52° 21′ 37″ N, 10° 44′ 47″ O  | Scheune                   | Fachwerkbau, erbaut Mitte 19. Jh.                                                                                     | 34256635 | BW             |
| Krugstraße 24/24a 52° 21′ 36″ N, 10° 44′ 46″ O  | Stall                     | Ziegel- und Fachwerkbau, erbaut Mitte 19. Jh.                                                                         | 34256662 | BW             |
| Krugstraße 26 52° 21′ 36″ N, 10° 44′ 45″ O      | Wohn-/Wirtschaftsgebäude  | | 34256688 | BW             |
| Krugstraße 29 52° 21′ 34″ N, 10° 44′ 42″ O      | Wohn-/Wirtschaftsgebäude  | | 34256803 | BW             |
| Krugstraße 35 52° 21′ 34″ N, 10° 44′ 35″ O      | Wohn-/Wirtschaftsgebäude  | | 34256104 | BW             |
| Lindenberg 1 52° 21′ 31″ N, 10° 44′ 44″ O       | ehem. Pfarrwitwenhaus     | Fachwerkbau, Wohnhaus mit Wirtschaftsteil, Wohnteil geschossig, erbaut Mitte 19. Jh.                                  | 34256833 | BW             |
| Lindenberg 4 52° 21′ 30″ N, 10° 44′ 42″ O       | Schule                    | Zweigeschossiger Fachwerkbau, erbaut Mitte 19. Jh., heute als Wohnhaus genutzt.                                       | 34256860 | BW             |
| Sackstraße 10 52° 21′ 30″ N, 10° 44′ 53″ O      | Wohnhaus                  | Zweigeschossiger Ziegelbau, erbaut um 1870.                                                                           | 34256886 | BW             |
| Sackstraße 10 52° 21′ 29″ N, 10° 44′ 50″ O      | Stall                     | Erbaut um 1870. | 34256911 | BW             |
| Sackstraße 10 52° 21′ 30″ N, 10° 44′ 52″ O      | Scheune                   | Erbaut um 1870. | 34256937 | BW             |
| Sackstraße 15 52° 21′ 26″ N, 10° 44′ 54″ O      | Wohn-/Wirtschaftsgebäude  | | 34256963 | BW             |

## Heiligendorf

### Gruppe baulicher Anlagen
| Lage                                          | Bezeichnung           | Beschreibung | ID       | Bild |
| --------------------------------------------- | --------------------- | --- | -------- | ---- |
| 52° 20′ 36″ N, 10° 46′ 29″ O                  | Schwinkermühlenanlage | Wassermühle mit Wohnhaus, Mühlengebäude und zwei Wirtschaftsgebäuden, Stau, Wehr und Graben.                                                      | 34201097 | BW   |
| Klöppelnstraße 6 52° 20′ 59″ N, 10° 46′ 31″ O | Hofanlage             | Regional typische Hofanlage, zum Teil in Fachwerk, teilweise massiv errichtete Baugruppe mit Wohn- und Wirtschaftsgebäuden des 19. Jh.            | 34201145 | BW   |
| Steinweg 3 52° 21′ 5″ N, 10° 46′ 26″ O        | Hofanlage             | Regional typische Hofanlage, Fachwerkbaugruppe mit Wohn- und Wirtschaftsgebäuden des 19. Jh.                                                      | 34201160 | BW   |
| Steinweg 25 52° 20′ 59″ N, 10° 46′ 39″ O      | Hofanlage             | Große Vierseitanlage mit Wohnhaus, zwei Ställen und zwei Scheunen, einheitliche Anlage mit Fachwerkbauten. Erbaut um 1880, mit altem Hofpflaster. | 34201129 | BW   |

### Einzeldenkmale
| Lage                                               | Bezeichnung              | Beschreibung | ID       | Bild           |
| -------------------------------------------------- | ------------------------ | --- | -------- | -------------- |
| Barnstorfer Straße 10 52° 21′ 10″ N, 10° 46′ 38″ O | Wohn-/Wirtschaftsgebäude | Fachwerkbau mit zweigeschossigem Wohnteil, Wirtschaftsteil durch Scheune verlängert, erbaut 1. Hälfte 19. Jh., Erweiterung Ende 19. Jh.            | 34257551 | BW             |
| Helle 2 52° 21′ 4″ N, 10° 46′ 19″ O                | Wohn-/Wirtschaftsgebäude | | 34257575 | BW             |
| Helle 4 52° 21′ 2″ N, 10° 46′ 18″ O                | Wohn-/Wirtschaftsgebäude | Zweigeschossiger Fachwerkbau, umgenutzt als Mehrfamilienwohnhaus, dabei wohl Abbruch des Stallteiles, erbaut um Mitte 19. Jh.                      | 34257599 | BW             |
| Klöppelnstraße 6 52° 20′ 58″ N, 10° 46′ 30″ O      | Wohn-/Wirtschaftsgebäude | | 34257624 | BW             |
| Klöppelnstraße 6 52° 20′ 59″ N, 10° 46′ 31″ O      | Stall                    | Massivbau in Elmkalkstein, um Mitte 19. Jh. | 34257649 | BW             |
| Klöppelnstraße 6 52° 20′ 59″ N, 10° 46′ 30″ O      | Stall                    | Massivbau in Elmkalkstein, um Mitte 19. Jh. | 34257674 | BW             |
| Klöppelnstraße 6 52° 20′ 59″ N, 10° 46′ 32″ O      | Scheune                  | | 34257699 | BW             |
| Klöppelnstraße 15 52° 20′ 59″ N, 10° 46′ 37″ O     | Wohn-/Wirtschaftsgebäude | Ehemals Wohn-/Wirtschaftsgebäude, zweigeschossiger Fachwerkbau im Wohnteil, Wirtschaftsteil als Gemeindehaus umgenutzt, erbaut Ende 18. Jh.        | 34257724 | BW             |
| Meisenstraße 6 52° 20′ 59″ N, 10° 46′ 19″ O        | Wohn-/Wirtschaftsgebäude | | 34257749 | BW             |
| Neue Straße 7 52° 21′ 3″ N, 10° 46′ 48″ O          | Wohn-/Wirtschaftsgebäude | | 34257779 | BW             |
| Neue Straße 14 52° 21′ 2″ N, 10° 46′ 40″ O         | Wohn-/Wirtschaftsgebäude | | 34257829 | BW             |
| Neue Straße 30 52° 21′ 5″ N, 10° 46′ 29″ O         | Wohn-/Wirtschaftsgebäude | | 34257853 | BW             |
| Neue Straße 32 52° 21′ 7″ N, 10° 46′ 25″ O         | Scheune                  | Fachwerkbau, erbaut 1. Hälfte 19. Jh. | 34257877 | BW             |
| Neue Straße 34 52° 21′ 7″ N, 10° 46′ 23″ O         | Wohnhaus                 | | 34257902 | BW             |
| Neue Straße 38 52° 21′ 8″ N, 10° 46′ 20″ O         | Wohnhaus                 | Eingeschossiger massiver Ziegelbau, erbaut um 1890, mit ehemaliger Remise und Einfriedung.                                                         | 34257928 | BW             |
| Neue Straße 40 52° 21′ 8″ N, 10° 46′ 19″ O         | Scheune                  | | 34257952 | BW             |
| Schwinkermühle 1 52° 20′ 35″ N, 10° 46′ 29″ O      | Wohnhaus                 | Erdgeschoss Kalkstein, Obergeschoss Fachwerk, erbaut wohl 18. Jh.                                                                                  | 34257976 | BW             |
| Schwinkermühle 1 52° 20′ 35″ N, 10° 46′ 30″ O      | Mühle (Baukomplex)       | Dreigeschossiger Ziegelbau erbaut ca. 1860, Turbine und Antrieb erhalten.                                                                          | 34258002 |                |
| Schwinkermühle 1 52° 20′ 35″ N, 10° 46′ 30″ O      | Wehr (Stauanlage)        | Wehr am südlichen Graben der Schwinkermühle. | 39698886 | BW             |
| Schwinkermühle 1 52° 20′ 35″ N, 10° 46′ 35″ O      | Stau                     | Stau am Graben östlich der Schwinkermühle. | 39698913 | BW             |
| Schwinkermühle 1 52° 20′ 36″ N, 10° 46′ 32″ O      | Graben (Erdbauwerk)      | Wassergrabenanlage zum Betrieb der Schwinkermühle.                                                                                                 | 39698970 | BW             |
| Steinweg 3 52° 21′ 5″ N, 10° 46′ 26″ O             | Wohn-/Wirtschaftsgebäude | | 34258169 | BW             |
| Steinweg 3 52° 21′ 6″ N, 10° 46′ 25″ O             | Stall                    | Fachwerkbau, Ziegelausfachung, erbaut Mitte 19. Jh.                                                                                                | 34258194 | BW             |
| Steinweg 6 52° 21′ 4″ N, 10° 46′ 32″ O             | Wohnhaus                 | Eingeschossiger Fachwerkbau, erbaut um 1880, mit Wirtschaftsanbau (Diele und Stall).                                                               | 34258219 | BW             |
| Steinweg 25 52° 21′ 0″ N, 10° 46′ 40″ O            | Wohnhaus                 | Spätklassizistischer zweigeschossiger Fachwerkbau, erbaut um 1880.                                                                                 | 34258243 | BW             |
| Steinweg 25 52° 21′ 0″ N, 10° 46′ 38″ O            | Stall                    | Zweigeschossiger Ziegelbau, erbaut um 1880. | 34258270 | BW             |
| Steinweg 25 52° 20′ 59″ N, 10° 46′ 39″ O           | Stall                    | Ziegel- und Fachwerkbau, erbaut um 1880. | 34258296 | BW             |
| Steinweg 25 52° 21′ 0″ N, 10° 46′ 39″ O            | Scheune                  | Ziegel- und Fachwerkbau, erbaut um 1880. | 34258322 | BW             |
| Steinweg 25 52° 20′ 59″ N, 10° 46′ 40″ O           | Scheune                  | Fachwerkbau, erbaut um 1880. | 34258354 | BW             |
| Steinweg 27 52° 20′ 59″ N, 10° 46′ 41″ O           | Schule                   | Als Schul- und Lehrerwohnhaus um 1870 erbautes Wohnwirtschaftsgebäude, zweigeschossiger Ziegelbau in neugotischen Formen. Mit ehem. Schweinestall. | 34258381 | BW             |
| Steinweg 29 52° 20′ 57″ N, 10° 46′ 39″ O           | St.-Adrian-Kirche        | Rechteckiger Saalbau, mittelalterlicher Westturm, Umbau um 1700, Turmhaube von 1817.                                                               | 34258076 | Weitere Bilder |
| Talstraße 5/Helle 7 52° 21′ 3″ N, 10° 46′ 21″ O    | Wohn-/Wirtschaftsgebäude | Querdielenhaus, zweigeschossiger Fachwerkbau, erbaut um 1870.                                                                                      | 34258406 | BW             |
| Talstraße 7 52° 21′ 2″ N, 10° 46′ 23″ O            | Wohn-/Wirtschaftsgebäude | | 34258431 | BW             |